# Bitlis
Bitlis är en stad i östra Turkiet och är administrativ huvudort för en provins med samma namn. Staden hade 53 023 invånare i slutet av 2021.
Staden ligger vid Bitlisfloden (en biflod till Tigris) på 1 400 meters höjd, nära Vansjön. Den omges av höga berg och har långa och hårda vintrar. I området odlas bland annat tobak, och i staden tillverkas lädervaror och textilier. E99 mellan Şanlıurfa i södra Turkiet och Sedarak i Armenien går genom staden. Cirka tio mil nordväst om staden ligger Muş, och tjugo mil åt väster ligger Diyarbakır.
Bitlis ska enligt legenden vara grundlagd av Alexander den store. Den intogs år 648 av en av kalifen Umar ibn al-Khattabs fältherrar, och fick därefter sin egen khan. Sedan sultan Murad IV av osmanska riket erövrat Jerevan underkastade sig khanen av Bitlis honom.
Bitlis har alltid varit en orolig stad, bebodd av kurder och armenier, och var den 25 oktober 1895 skådeplats för en massaker på armenier.